# Ципа
Ци́па (Верхняя Ципа, Ни́жняя Ци́па) — река на севере Бурятии, левый приток Витима. Течёт по территории Баунтовского эвенкийского района. Длина — 692 км). Площадь бассейна — 42200 км².
Питание преимущественно дождевое. Средний расход воды 270 м/сек. Замерзает в октябре, вскрывается в мае, иногда июне. В верховье перемерзает на 3—5,5 мес.
Берёт начало на западном склоне Южно-Муйского хребта на высоте свыше 1962 м нум. Первые 220 км до метеостанции Ую течёт очень медленно (0,4 м/сек максимум) по Баунтовской котловине.
Далее Ципа, зажатая со всех сторон хребтами, сильно петляет, набирая силу перед прорывом через горы Бабанты. На этом участке расположено 119 препятствий в виде порогов и шивер. В целом, для порогов Ципы характерны очень большие валы до 4 метров и бочки. Сливы не крутые, но очень мощные. Наиболее серьёзным препятствием является порог № 49, где Ципа теряет более 5 метров высоты. Ниже каскада, в устье Цирика, есть хорошая баня и зимовье. Здесь традиционное место для стоянок туристов, наподобие «музеев» на реках Ока и Катунь.
После Цирика идёт последнее серьёзное препятствие — порог № 119 или Кадрань. Все пороги относительно просты для больших судов (4-местных катамаранов, плотов, рафтов и т. д.).
Из-за обилия дождей полноводье на реке обычно бывает в июле. Ширина 150—200 м, глубина до 9 метров. Берега песчаные, много заливов и проток. Очень много различной рыбы, особенно окуня, щуки, ленка. Есть так же сиг, хариус, таймень. Много дичи и зверя.

## Притоки
Правые: Угольная (Улигли), Горячая, Глубокий, Саров, Кудор, Кадали, Курунгда, Бира, Олингда, Мраморная, Развилка, Воймакан, Бойме, Силикторни, Бугарикта, Амалат, Буланки, Актрагда, Коннорин.
Левые: Буча, Уакит, Голбылок, Сивакит, Вековье, Амнунник, Таликит, Биркачан 1-й, Биркачан 2-й, Амнунна Ципинская, Чудельма, Тулекит, Нимнокит, Цирик, Мраморный, Жельбан, Кэвэктэ, Жалю, Черёмушный, Хайта, Кривая, Има.